# Perret-díj

A díj névadója

A Perret-díj – hivatalosan: Auguste Perret-díj – az Építészek Nemzetközi Szövetsége (UIA) 1961-ben alapított építészeti díja, amit az építészetben alkalmazott kiváló műszaki megoldásokért és technológiákért ítélnek oda. Az UIA 1961-ben az Perret mellett még további három díjat alapított, valamennyit az egyesület korábbi elnökeiről nevezték el: a Sir Patrick Abercrombieról elnevezett Abercrombie-díj, a Sir Robert Matthewra emlékező Matthew-díj és a Jean Tschumiról Tschumi-díjnak nevezett oklevél is ekkor született.
A díj névadója Auguste Perret francia építész, az egyesület korábbi elnöke, a vasbeton építészet mestere volt. A díjat kezdetben két, majd 1969-től háromévente ítélik oda.
A díj nemzetközi zsűrijének magyar tagjai is voltak: 1961-től Major Máté, 1965 és 1967 között pedig Nagy Elemér.

## Díjazottak
- 2017: Nyikolaj Ivanovics Sumakov(wd) ( orosz)[4]
- 2014: nem adták ki
- 2011: Ban Sigeru ( japán)[5]
- 2008: Françoise-Hélène Jourda(wd) ( francia)[6]
- 2005: Werner Sobek(wd) ( német)[7]
- 2002: Sir Norman Foster ( brit)[8]
- 1999: Ken Yeang(wd) ( maláj)[9]
- 1996: Thomas Herzog(wd) ( német)[10]
- 1993: KHR Arkitekter A/S(wd) ( dán építésziroda)
- 1990: Adrien Fainsilber(wd) ( francia)
- 1987: Santiago Calatrava ( spanyol), továbbá szóbeli elismerésben részesült Clorindo Testa(wd) ( argentin)
- 1984: João Batista Vilanova Artigas(wd) ( brazil)[11]
- 1981: Günter Behnisch ( német),[9] továbbá szóbeli elismerésben részesült Jacques Rougerie ( francia)
- 1978	megosztva: Kikutake Kijonori(wd) ( japán) és Richard Rogers ( brit), Renzo Piano( olasz) kettőse[9]
- 1975: Arthur Erickson(wd) és csapata ( kanada), továbbá szóbeli elismerésben részesült J. Cardoso ( brazil)[9]
- 1972: Emilio Pérez Piñero(wd) ( spanyol)[9]
- 1969: Karel Hubáček(wd) ( cseh)[9]
- 1967: Frei Otto(wd) és Rolf Gutbrod(wd) ( német)[9]
- 1965: Hans Scharoun ( német), továbbá szóbeli elismerésben részesült Heikki és Kaija Siren ( finn)[9]
- 1963: megosztva: Maekava Kunio(wd) ( japán) és Jean Prouvé(wd) ( francia)
- 1961: Félix Candela ( mexikói) és megosztva a brit Oktatási Minisztérium, valamint a magyar Ipari Épülettervező Vállalat

## A magyar díjazottak
A Perret-díj odaítélésének első évében magyar építészek munkáját is elismerték: az Ipari Épülettervező Vállalat kollektívája (a brit Oktatási Minisztérium iskolatervezési csoportjával megosztva) elsősorban a Székesfehérvári Könnyűfémmű új öntödéjének és présművének (tervezők: Semsey Lajos, Menyhárd István, Farkas Ipoly) kapták a kitüntetést. Ugyanakkor az elismerés nem csak konkrét épületet díjazott, hanem a megfogalmazás szerint: „az Iparterv az elmúlt 12 év folyamán figyelemre méltó eredményeket ért el az ipari és mezőgazdasági beruházások céljait szolgáló nagyelemek előregyártása és a nagyüzemi építkezés rendszeres műszaki fejlesztése terén. Ezzel új utat nyitott az építkezés gazdaságosságának és észszerűsítésének kutatásában, de nem tévesztette szem elől a minőség elengedhetetlen feltételét sem.”